# Śmiłowo (Piła)
Pour les articles homonymes, voir Śmiłowo.
Śmiłowo (prononciation : [ɕmiˈwɔvɔ]) est un village polonais de la gmina de Kaczory dans le powiat de Piła de la voïvodie de Grande-Pologne dans le centre-ouest de la Pologne.
Il se situe à environ 5 km au nord-est de Kaczory (siège de la gmina), 14 km à l'est de Piła (siège du powiat), et à 82 km au nord de Poznań (capitale de la Grande-Pologne).

## Histoire
De 1975 à 1998, le village faisait partie du territoire de la voïvodie de Piła.

Depuis 1999, Śmiłowo est situé dans la voïvodie de Grande-Pologne.
Le village possède une population de 1 145 habitants.